# Carol y Darlene Bernaola
Carol y Darlene Bernaola (n. Los Ángeles, 27 de agosto de 1976) son dos gemelas estadounidenses de origen peruano que se hicieron conocidas por ser las playmate del mes de enero de 2000.

## Biografía
Las gemelas nacieron en Estados Unidos, pero luego regresaron con su familia a Perú.
A los quince años de edad regresaron a Estados Unidos y se establecieron en Miami. Sus primeros trabajos fueron de camareras o atendiendo a clientes en restaurantes McDonald's; sin embargo, salieron adelante poco a poco. Carol se casó, mientras que Darlene empezó a trabajar en Wall Street, Nueva York.
Darlene sufrió un accidente de tráfico con su entonces pareja; él falleció y Bernaola sobrevivió con heridas graves, permaneciendo ingresada en un hospital dos meses. A los pocos meses, en una fiesta de la revista Playboy celebrada en la discoteca propiedad del esposo de Carol, una fotógrafa de la empresa la conoció y le propuso posar con Darlene para la revista como las Playmate del milenio (las primeras del año 2000). 
Fueron las terceras gemelas en aparecer como playmates.